# Thomas Dyke Acland (12e baronnet)
Pour les articles homonymes, voir Thomas Dyke Acland.
Charles Thomas Dyke Acland, 12e baronnet, originaire de Killerton (en) (Devon) et de Holnicote (en) (Somerset), né le 16 juillet 1842 à Londres et mort le 18 février 1919, est un important propriétaire terrien, un homme politique et un avocat britannique.

## Biographie
Né en 1842 à Queen Anne Street à Londres, il est le fils de Thomas Dyke Acland, 11e baronnet et de Mary Mordaunt. Il étudie au Collège d'Eton dans le Berkshire et à Christ Church d'Oxford, où il décroche un baccalauréat universitaire en 1866 et un Master of Arts en 1868.
Acland est appelé au barreau (en) par l'Inner Temple en 1869 et succède à son père au rang de baronnet en 1898. En outre, il sert au sein du 1er régiment royal Yeomanry de cavalerie du Devon (en), où il atteint le rang de lieutenant-colonel. En plus de sa fonction de vice-Warden of the Stannaries (en), Acland siège à la Chambre des communes du Royaume-Uni durant trois mandats, où il représente d'abord la circonscription de Cornouailles de l'Est (en) de 1882 à 1885 puis celle de Launceston (en) de 1885 à 1892. En 1886, il occupe les fonctions de Commissaire des biens d'Église (en) et de Secrétaire parlementaire auprès de la Commission du Commerce (en). Dyke Acland par ailleurs est Deputy Lieutenant du Somerset et du Devon, ainsi que juge de paix pour ces deux comtés. En 1903, il devient Haut-shérif du Devon (en).
Le 1er novembre 1879, Thomas Dyke Acland épouse Gertrude Walrond, fille de John Walrond, 1er baronnet, originaire de Bradfield House à Uffculme (Devon). Le mariage est célébré en la chapelle Toussaints d'Uffculme. Les époux n'ont aucun enfant. 
Thomas Dyke Acland meurt sans enfant le 18 février 1919. Son frère cadet Arthur Dyke Acland lui succède au rang de baronnet.

## Don au National Trust
En février 1917, Dyke Acland loue au National Trust une parcelle de 8 000 acres du domaine pittoresque de Holnicote (en) sur Exmoor pour une durée de 500 ans, afin de préserver le domaine de toute modification architecturale. Ce contrat fait doubler la surface totale gérée par le National Trust, organisme créé quelques années plus tôt. Son frère et successeur Arthur et son neveu Francis, 13e et 14e baronnets respectivement, participent aux négociations du contrat. Le bail est transformé en acte de don 35 années plus tard par son petit-neveu Richard Thomas Dyke Acland, 15e baronnet, qui fait également don du domaine de Killerton (en) au National Trust.